# みんなゲンキ!?
みんなゲンキ!?は、2000年12月4日から2001年までBS朝日で放送された子供向けのテレビ番組。本放送は2001年3月2日を以って終了するが、その後も放送は続いた（終了時期は未確認）。

## 放送時間
- 月曜 - 金曜 8時00分 - 9時55分
- 月曜 - 金曜 15時00分 - 16時55分

## 登場キャラクター
※当時はテレビ朝日アナウンサーが参加していたことがあるが、資料が見つからないため不明。
元気パパ
演 - 不明
ハナ
演 - 不明
モービー
演 - 不明

## 放送作品
| 放送作品                                 | 放送期間                                             | 備考 |
| ---------------------------------------- | ---------------------------------------------------- | --- |
| エリオット                               | 2000年12月4日 - 2001年1月8日                         | ネルバナ作品 人形劇&アニメ作品                                                                          |
| 消防士サム                               | 2000年12月4日 - 2001年1月16日 2001年2月14日 - 3月2日 | バンパーフィルム製作 製作年：1987年                                                                     |
| コロちゃんのぼうけん                     | 2000年12月4日 - 2001年1月8日                         | キング・ロロ・フィルムズ製作 制作年：1987年 原題：The Adventures of Spot                                |
| コロちゃんと おべんきょう                | 2001年2月21日 - 3月2日                               | 上記の続編 文字と数字のお勉強がテーマ 制作年：1990年（BBC） 原題：It's Fun to Learn with Spot           |
| うまれてきたよ                           | 2000年12月4日 - 2001年1月                            | 監督：オリヴィエ・ブレトン、パスカル・ブレトン 製作：Zodiak Kids Studios 製作年：1999年 原題：Born Wild |
| ミスター・メン＆リトル・ミス             | 2000年12月4日 - 2001年2月13日                        | 1995年の作品を放送。                                                                                    |
| どうぶつたちのおはなし                   | 2000年12月4日 - 2001年2月13日                        | Animal Storiesを放送。                                                                                  |
| リトルベア                               | 2000年12月4日 - 2001年1月25日                        | ニコロデオン作品                                                                                        |
| キング・ロロ                             | 2000年12月4日 - 12月20日                             | キング・ロロ・フィルムズ製作 製作年：1980年                                                             |
| フランクリン                             | 2000年12月4日 - 2001年2月13日                        | |
| ビクターとマリア                         | 2001年1月26日 - 2月20日                              | キング・ロロ・フィルムズ製作 製作年：1981年                                                             |
| テレサ アンナ ヘレナ 3つごのだいぼうけん | 2001年1月17日 - 3月2日                               | |
| 動物園通り64番地                         | 2000年12月21日 - 2001年3月2日                        | |
| たなのうえの なかまたち                  | 2000年12月21日 - 2001年3月2日                        | The Animal Shelfを放送。                                                                                |

## 放送内容
※現在判明されている分のみ
| 回 | 放送内容 | 放送日         |
| -- | --- | -------------- |
| 1  | ミスター・メン＆リトルミス：おめかしちゃんのおくりもの（Little Miss Splendid's Gift） どうぶつのおはなし：ブタもやせたい大作戦（Big Pink Pig） うまれてきたよ：チーター（Cheetah） コロちゃんのぼうけん：コロちゃんの こづつみ フランクリン：フランクリン サッカーの試合をする キングロロ：キングロロとあたらしいクツ（The New Shoes） エリオット：こんにちは うちゅうじんさん / “ガオー”はどこいった？ リトル・ベア：きょうはなにをきる 消防士サム：たこがとんだ | 2000年12月4日  |
| 2  | ミスター・メン＆リトルミス：ゆめゆめくん ほしとはなしをする どうぶつのおはなし：しあわせガエル（Trevor the Frog） うまれてきたよ：？？？ コロちゃんのぼうけん：コロちゃん ホネをなくす フランクリン：フランクリン ペットをほしがる キングロロ：キングロロと木（The Tree） エリオット：マシュマロ列車ききいっぱつ / でられない! リトル・ベア：かくれんぼ 消防士サム：なやがもえた                                                                                  | 2000年12月5日  |
| 3  | ミスター・メン＆リトルミス：こまったちゃんは とっても困ったちゃん どうぶつのおはなし：そらとぶペンギン（Helen the Penguin） うまれてきたよ：？？？ コロちゃんのぼうけん：コロちゃんの おさんぽ フランクリン：はやくおいで フランクリン キングロロ：キングロロとパン（The Bread） エリオット：どっちのシッポがいちばん/おうさまのなつやすみ リトル・ベア：リトル･ベア つきへいく 消防士サム：トレヴァーのくんれん                                                  | 2000年12月6日  |
| 4  | ミスター・メン＆リトルミス：メリー・クリスマス おろおろくん どうぶつのおはなし：いきがとってもくさい犬（Smelly Dog） うまれてきたよ：？？？ コロちゃんのぼうけん：コロちゃん もりにいく フランクリン：フランクリンの 最悪の一日 キングロロ：キングロロとたんじょうび（The Birthday） エリオット：ポンゴロンゴをさがせ!/エリオットのおえかき リトル・ベア：バースデー・スープ 消防士サム：パンクそうどう                                                           | 2000年12月7日  |
| 5  | ミスター・メン＆リトルミス：いみなしくん つきへいく どうぶつのおはなし：ライオンのなやみ（Big Bold Lion） うまれてきたよ：？？？ コロちゃんのぼうけん：コロちゃんの たんじょうび フランクリン：フランクリン 学校へいく キングロロ：キングロロとふうせん（The Balloons） エリオット：ライオネルのしゃっくり/ソックセレラひめ リトル・ベア：しろくまになった リトル・ベア 消防士サム：こまったのはネコ                                                              | 2000年12月8日  |
| 6  | ミスター・メン＆リトルミス：きっちりくんの カンペキなお休み どうぶつのおはなし：よにもふしぎなミミズの恋（Hugh the Worm） うまれてきたよ：？？？ コロちゃんのぼうけん：コロちゃんは どこ？ フランクリン：フランクリン まいごになる キングロロ：キングロロとおさら（The Dishes） エリオット：ライオンではない日/ぼうしクラブ リトル・ベア：さかなつり 消防士サム：いたずらっ子のノーマン                                                                           | 2000年12月11日 |
| 7  | ミスター・メン＆リトルミス：マジックちゃんの ひとだすけ どうぶつのおはなし：ツチブタはみにくいか？（Edwina the Aardvark） うまれてきたよ：？？？ コロちゃんのぼうけん：おやすみ コロちゃん フランクリン：フランクリン おとまりをする キングロロ：キングロロとおふろ（The Bath） エリオット：みんなで乗ろう/荒野のクレヨン用心棒 リトル・ベア：よふかし 消防士サム：キャンプへいこう!                                                                              | 2000年12月12日 |
| 8  | ミスター・メン＆リトルミス：ヘルプちゃんの おてつだい どうぶつのおはなし：ゆっくりなめくじシンプソン（Simpson the Slug） うまれてきたよ：？？？ コロちゃんのぼうけん：コロちゃんの がっこう フランクリン：フランクリンの ハロウィーン キングロロ：キングロロとさがしもの（The Search） エリオット：ネス湖にソックシーあらわる/あそびかたをかえてみよう リトル・ベア：リトル・ベアー のおふろ 消防士サム：テレビはトラブル？                                       | 2000年12月13日 |
| 9  | ミスター・メン＆リトルミス：ふくれっつらくんがわらった! どうぶつのおはなし：ナマケモノがみたものは（Win-Stanley the Sloth） うまれてきたよ：？？？ コロちゃんのぼうけん：コロちゃんの がっこう フランクリン：フランクリン じてんしゃにのる キングロロ：キングロロとキングフランク（King Frank） エリオット：北極ぐまをさがそう/ドラゴン､うまになる リトル・ベア：パパが かえってきた 消防士サム：たからさがし                                                     | 2000年12月14日 |
| 10 | ミスター・メン＆リトルミス：ゆうきくんの おばけたいじ どうぶつのおはなし：シロクマだけどさむいのキライ!（Polar Bear） うまれてきたよ：？？？ コロちゃんのぼうけん：コロちゃんの サーカス フランクリン：フランクリンは ちらかしや キングロロ：キングロロと犬（The Dog） エリオット：201-A宇宙の旅/音が出ない! リトル・ベア：インフルエンザ 消防士サム：サムのきゅうじつ                                                                                            | 2000年12月15日 |
| 11 | ミスター・メン＆リトルミス：ちからもちくん サーカスのスターになる どうぶつのおはなし：キリンの高さで世の中みれば（Billy the Giraffe） うまれてきたよ：？？？ コロちゃんのぼうけん：コロちゃんと みずたまり フランクリン：フランクリン うそをつく キングロロ：キングロロとマンガ（The Comic） エリオット：プレイボール!/おばけ風車 リトル・ベア：たんけん 消防士サム：ポンティパンディの どろぼう                                                                  | 2000年12月18日 |
| 12 | ミスターメン＆リトルミス：もたもたくん クイズばんぐみにでる どうぶつのおはなし：ヨコへあるけないカニ（Ron the Crab） うまれてきたよ：？？？ コロちゃんのぼうけん：コロちゃんと かぜ フランクリン：フランクリンの もうふ キングロロ：キングロロとあさごはん（The Breakfast）※終 エリオット：勇者のマント/ゆめのなかで リトル・ベア：パパとさかなつり 消防士サム：じっけんセット                                                                                    | 2000年12月19日 |
| 13 | ミスターメン＆リトルミス：くるりんちゃんの ライバルとうじょう？ どうぶつのおはなし：映画スターになったワニ（Crocodile Lou） うまれてきたよ：？？？ コロちゃんのぼうけん：コロちゃんと かいすいよくフランクリン：フランクリンは いばりすぎ キングロロ：キングロロとあそびば(The Playroom) エリオット：山にのぼろう/海の女王をすくえ リトル・ベア：リトル・ベアのねがい 消防士サム：サムおじさんの 火の用心                                                         | 2000年12月20日 |
| 14 | ミスターメン＆リトルミス：しつもんのおおい はてなちゃん どうぶつのおはなし：ゴリラのいきかた（Bobby the Ape） うまれてきたよ：？？？ コロちゃんのぼうけん：コロちゃんの のうじょう フランクリン：フランクリンの ひみつきち 動物園通り64番地：ゾウのネルソンのおはなし(新) エリオット：こうえんのなぞをとけ/たからものをあつめよう リトル・ベア：リトル・ベアのかげ たなのうえの なかまたち：たすけて! ストライピー(新)                                            | 2000年12月21日 |
| 15 | ミスターメン＆リトルミス：がんこちゃんは がんこもの？ どうぶつのおはなし：アリだってなまえがほしい!（Ant 2954） うまれてきたよ：？？？ コロちゃんのぼうけん：コロちゃんの おとまり フランクリン：フランクリンの おとしものはひろいどく 動物園通り64番地：ワニのケビンのおはなし エリオット：スクーターにのろう/いんせきのひみつ リトル・ベア：ママへのおくりもの たなのうえの なかまたち：ガンパとえのぐばこ                                                      | 2000年12月22日 |
| 16 | ミスターメン＆リトルミス：ごちゃまぜくん スケートへいく どうぶつのおはなし：こんやもコウモリねむれない（Tommy the Bat） うまれてきたよ：？？？ コロちゃんのぼうけん：コロちゃんの ケーキづくり フランクリン：フランクリンの あたらしいおともだち 動物園通り64番地：カンガルーのジョーイのおはなし エリオット：みえないぞう/おうさまのリクエスト リトル・ベア：おばあちゃんの家へ たなのうえの なかまたち：ゲタップ・クルーソー                                    | 2000年12月25日 |
| 17 | ミスターメン＆リトルミス：にこちゃんは えがおをはこぶ どうぶつのおはなし：パンツをはいたカメ（Tony the Tortoise） うまれてきたよ：？？？ コロちゃんのぼうけん：コロちゃん こうえんへいく フランクリン：フランクリンの がくげいかい 動物園通り64番地：ホッキョクグマのスノーバートのおはなし エリオット：プールであそぼう/ソックスがたいへん リトル・ベア：おじいちゃん たなのうえの なかまたち：おうちはどこだ?                                                   | 2000年12月26日 |
| 18 | ミスターメン＆リトルミス：ちびたくんの大きなゆめ どうぶつのおはなし：カンガルーにひつようなことは？（Susie the Kangaroo） うまれてきたよ：？？？ コロちゃんのぼうけん：コロちゃんと カギ フランクリン：フランクリンと ひみつクラブ 動物園通り64番地：カバのヘンリエッタのおはなし エリオット：たからじまのぼうけん/サーカスがやってきた リトル・ベア：ママのコマドリ たなのうえの なかまたち：たからさがし                                                        | 2000年12月27日 |
| 19 | ミスターメン＆リトルミス：のんびりくんが せんとうにたった どうぶつのおはなし：ラクダのシンデレラ（Camilla the Camel） うまれてきたよ：？？？ コロちゃんのぼうけん：コロちゃんと にわ フランクリン：フランクリンと 歯のようせい 動物園通り64番地：ギグルとティクルのおはなし エリオット：おへやであそぼう/けがしたライオン リトル・ベア：しゃっくり たなのうえの なかまたち：もりのおんがくかい                                                                    | 2000年12月28日 |
| 20 | ミスターメン＆リトルミス：ピョンくんのパラダイス どうぶつのおはなし：フクロウとオンドリ（Oliver the Owl） うまれてきたよ：？？？ コロちゃんのぼうけん：コロちゃん パーティにいく フランクリン：フランクリンと あかいローラーボード 動物園通り64番地：シマウマのゼッドのおはなし エリオット：ドラゴンときし/お花をおくろう リトル・ベア：パパとデート たなのうえの なかまたち：どうぶつたちのにわ                                                                  | 2000年12月29日 |
| 21 | ミスターメン＆リトルミス：きちんちゃんのへんてこな一日 どうぶつのおはなし：イルカのだいぼうけん（Dinky the Dolphin） コロちゃんの ぼうけん：コロちゃんの そりあそび フランクリン：フランクリンは くらやみがきらい 動物園通り64番地：アルマジロのアダムのおはなし エリオット：エリオットおきて!/あたらしいまほうのぼう リトル・ベア：プリンのおか たなのうえの なかまたち：ウォーフルのプレゼント                                                                  | 2001年1月1日   |
| 22 | ミスターメン＆リトルミス：ガリガリくんのだいぼうけん どうぶつのおはなし：ハムスターのわるいくせ（Clive the Hamster） コロちゃんの ぼうけん：コロちゃん ゆうえんちへいく フランクリン：フランクリン せきにんをしる 動物園通り64番地：キリンのジョージーナのおはなし エリオット：ジャングル・マラソン大会/みんなとなかよく リトル・ベア：リトル・ベアとにんぎょ たなのうえの なかまたち：パズルのなぞをとけ!                                                        | 2001年1月2日   |
| 23 | ミスターメン＆リトルミス：はかせくんのたこあげ どうぶつのおはなし：うそつき竜とよばれたら（Fred the Dragon） コロちゃんの ぼうけん：コロちゃんの おもちゃ フランクリン：フランクリンと クリスマスのおくりもの 動物園通り64番地：イボイノシシのハーバートのおはなし エリオット：ライオネルのおひるね/メープルベリーの木 リトル・ベア：パパのそらとぶパンケーキ たなのうえの なかまたち：へやをかたづけよう!                                                        | 2001年1月3日   |
| 24 | ミスターメン＆リトルミス：パクパクちゃんの ダイエット どうぶつのおはなし：ガンのしゃっくりはどうなおす？（Bruce the Goose） コロちゃんの ぼうけん：コロちゃんの ピクニック フランクリン：フランクリンの おばあちゃん 動物園通り64番地：ペリカンのポーリンのおはなし エリオット：まほうのいけ/こわいはなし リトル・ベア：マラカス たなのうえの なかまたち：さあ! たんけんだ                                                                                        | 2001年1月4日   |
| 25 | ミスターメン＆リトルミス：かんぺきくんの一日 どうぶつのおはなし：にんきものになったゾウ（Eric the Elephant） コロちゃんの ぼうけん：コロちゃんの おさんぽ(再) フランクリン：フランクリンと あかちゃん 動物園通り64番地：ジューシー・フルーツ・トゥリーのおはなし エリオット：いえをつくろう/きえたチョークのゆくえ リトル・ベア：かぞくのしゃしん たなのうえの なかまたち：もけいをつくろう!                                                                      | 2001年1月5日   |
| 26 | ミスターメン＆リトルミス：しかえしされた ちょっかいくん どうぶつのおはなし：ちいさなヘビのだいりょこう（Jake the Snake） コロちゃんの ぼうけん：コロちゃんとほん(終) フランクリン：フランクリン キャンプへいく 動物園通り64番地：エレファント・バードのおはなし エリオット：むらさきのきしのでんせつ/クルミがきえた リトル・ベア：リトル・ベアの あたらしいともだち たなのうえの なかまたち：リトル・マット そらをとぶ                                            | 2001年1月8日   |
| 27 | ミスターメン＆リトルミス：サーカスをひらいたゆかいくん どうぶつのおはなし：ヒョウのもようがえ（Brian the Leopard） 消防士サム：ねがいをかなえる いど フランクリン：フランクリンの おきゃくさん 動物園通り64番地：カメのトビーのおはなし リトル・ベア：エミリーがやってきた たなのうえの なかまたち：もぐらのこもり | 2001年1月9日   |
| 28 | ミスターメン＆リトルミス：おちびちゃんの わすれられないにちようび どうぶつのおはなし：みんなとちがうハリネズミ（Pointy the Hedgehog） 消防士サム：サムおじさんは発明家!? フランクリン：フランクリンは ギブスがだいすき？ 動物園通り64番地：ロナルドとチキチキドリのおはなし リトル・ベア：アヒルさんのこもり たなのうえの なかまたち：うさぎなんか大きらい | 2001年1月10日  |
| 29 | ミスターメン＆リトルミス：ラッキーちゃんのだいじなおともだち どうぶつのおはなし：うかれクジャクといわれたけど（Peter the Peacock） 消防士サム：プライスさんの長い一日 フランクリン：フランクリンの プレゼント 動物園通り64番地：オードリーのたまごのおはなし リトル・ベア：リトル・ベアの おんがくたい たなのうえの なかまたち：オオカミがくるぞ～! | 2001年1月11日  |
| 30 | ミスターメン＆リトルミス：ねむれない ぐうたらくん どうぶつのおはなし：あじでしょうぶのグルメねこ（Lewis the Cat） 消防士サム：ノーマンの水ぼうそう大作戦 フランクリン：フランクリンの はやくおおきくなりたいな 動物園通り64番地：ヒトコブラクダのゲイリーのおはなし リトル・ベア：カエルのいけで たなのうえの なかまたち：ウォーフル つきへいく | 2001年1月12日  |
| 31 | ミスターメン＆リトルミス：よわむしくんがみせたゆうき どうぶつのおはなし：ネズミがパーティーひらいたら（Horatio the Rat） 消防士サム：ハロウィーンのよる フランクリン：フランクリンは スパイ 動物園通り64番地：モリーとナタリーのおはなし リトル・ベア：リトル・ベアとかぜ たなのうえの なかまたち：ぼくらのガンパせんちょう | 2001年1月15日  |
| 32 | ミスターメン＆リトルミス：やっとまにあった のろちゃん どうぶつのおはなし：どこへきえたムカデのあし（Cyril the Centipede） 消防士サム：あなにおちたノーマン フランクリン：フランクリンと としょかんのほん 動物園通り64番地：ウォンバットのウォーリーのおはなし リトル・ベア：ようせいのおはなし たなのうえの なかまたち：めざましをやっつけろ! | 2001年1月16日  |
| 33 | ミスターメン＆リトルミス：こんにちは もじもじちゃん どうぶつのおはなし：ふつうのネズミにもどりたい（Jimmy the Mouse） ビクターとマリア：THE COAT うわぎ / THE CLIMB いわのぼり(新) フランクリン：フランクリンの たこ 動物園通り64番地：ジャングルひろばのおはなし リトル・ベア：ねむくないもん たなのうえの なかまたち：いちばんあつい日 | 2001年1月17日  |
| 34 | ミスターメン＆リトルミス：しりたがりやくん なぞをかいけつ どうぶつのおはなし：もんくのおおいみつばちボブ（Bob the Bee） ビクターとマリア：THE BANDSTAND おんがくどう / THE CHERRY TREE さくらんぼのき フランクリン：フランクリンと ベビーシッター 動物園通り64番地：ヘラジカのメラニーのおはなし リトル・ベア：おじいちゃんの やねうらべや たなのうえの なかまたち：ティモシーのしゅくだい                                                                        | 2001年1月18日  |
| 35 | ミスターメン＆リトルミス：いいかげんになさい いばるちゃん どうぶつのおはなし：アオムシそらをとぶ（Keith the Caterpillar） ビクターとマリア：THE PARCEL こづつみ / HIDE & SEEK かくれんぼ フランクリン：フランクリンと こわれたちきゅうぎ 動物園通り64番地：ビーバーのビバリーのおはなし リトル・ベア：リトル・ベアのたまご たなのうえの なかまたち：ママになった リトル・マット                                                                                   | 2001年1月19日  |
| 36 | ミスターメン＆リトルミス：ハッピーくんのしあわせな日 どうぶつのおはなし：カササギのびじゅつかん（Maurice the Magpie） ビクターとマリア：THE SUN たいよう / THE MOON つき フランクリン：フランクリンの バレンタイン 動物園通り64番地：アヒルのドリスのおはなし リトル・ベア：フクロウさんのパーティー たなのうえの なかまたち：ティモシーのおきゃくさん | 2001年1月22日  |
| 37 | ミスターメン＆リトルミス：おしゃべりくんがしゃべれなくなった どうぶつのおはなし：こうきしんのつよいナマズ（Eddie the Catfish） ビクターとマリア：THE SANDCASTLE すなのおしろ / THE BOOK ほん フランクリン：フランクリン家の たからもの 動物園通り64番地：ヘビのエスメラルダのおはなし リトル・ベア：あめをふらせるおしばい たなのうえの なかまたち：ふしぎなちず                                                                                                  | 2001年1月23日  |
| 38 | ミスターメン＆リトルミス：ほうたいくん りょこうへいく どうぶつのおはなし：どろんこだいすき! カバのおやこ（Sammy the Hippo） ビクターとマリア：THE DOG いぬ / THE PICNIC ピクニック フランクリン：フランクリンの ピアノレッスン 動物園通り64番地：カバのエディのぼうけんものがたり リトル・ベア：リトル・ベアのてがみ たなのうえの なかまたち：もしもしキンカー | 2001年1月24日  |
| 39 | ミスターメン＆リトルミス：おてがらだね コチョコチョくん どうぶつのおはなし：わらわないハイエナ（Ernest the Hyena） ビクターとマリア：THE OLD LADY おばあさん / THE CIRCUS サーカス(終) フランクリン：フランクリン りょこうへいく 動物園通り64番地：ハーバートのバースデー パーティーのおはなし リトル・ベア：あきのゆめ(終) たなのうえの なかまたち：なぞのしゃしん                                                                                               | 2001年1月25日  |
| 40 | ミスターメン＆リトルミス：たよりになります! ちからもちくん どうぶつのおはなし：だいかぞくをきらったウサギ（Ralph the Rabbit） フランクリン：フランクリンの ヘルメット 動物園通り64番地：ゲイリーのしんゆうのおはなし テレサ アンナ ヘレナ 3つごの だいぼうけん：ロミオとジュリエット たなのうえの なかまたち：はじめてのゆき | 2001年1月26日  |
| 41 | ミスターメン＆リトルミス：くいしんぼうくんのおたのしみ どうぶつのおはなし：ちいさな貝のオースチン（Austin the Oyster） フランクリン：フランクリンの たんじょうびパーティー 動物園通り64番地：もりのモンスターのおはなし テレサ アンナ ヘレナ 3つごの だいぼうけん：キングコング たなのうえの なかまたち：みんなでツルリンコ | 2001年1月29日  |
| 42 | ミスターメン＆リトルミス：まぬけくんのちんはつめい どうぶつのおはなし：ハエのクモのす だっしゅつさくせん（Philip the Fly） フランクリン：フランクリンの ニックネーム 動物園通り64番地：コアラのフィービーのおはなし テレサ アンナ ヘレナ 3つごの だいぼうけん：ターザン たなのうえの なかまたち：サンタさんてどんなひと? | 2001年1月30日  |
| 43 | ミスターメン＆リトルミス：フラフラちゃんはどっちをえらぶ？ どうぶつのおはなし：ハチドリいつもおおいそがし（Felicia the Humming Bird） フランクリン：フランクリンと カワウソのさいかい 動物園通り64番地：エルキュール ムスターシュのおはなし テレサ アンナ ヘレナ 3つごの だいぼうけん：レオナルド・ダ・ビンチ たなのうえの なかまたち：メリー・クリスマス | 2001年1月31日  |
| 44 | ミスターメン＆リトルミス：うっかりくんのおかいもの どうぶつたちのおはなし：みんなではいろうクジラのくちへ（Drew the Whale） フランクリン：フランクリンの コレクション 動物園通り64番地：ケビンのマジックのおはなし テレサ アンナ ヘレナ 3つごの だいぼうけん：三銃士 たなのうえの なかまたち：どきどきジャングル | 2001年2月1日   |
| 45 | ミスターメン＆リトルミス：きれいちゃんのあとかたづけ どうぶつたちのおはなし：ウシとニワトリのきょうどうビジネス（Clara the Cow） フランクリン：フランクリン ごめんなさいをいう 動物園通り64番地：ハーバートの しずかな一日のおはなし テレサ アンナ ヘレナ 3つごの だいぼうけん：クレオパトラ たなのうえの なかまたち：たこたこあがれ! | 2001年2月2日   |
| 46 | ミスターメン＆リトルミス：ドジくん どっちがごしゅじん？ どうぶつたちのおはなし：チータよりはやいどうぶつはいるか？（Charlie the Cheetah） フランクリン：フランクリンと かじ 動物園通り64番地：ハーバートと ふきつなスイカのおはなし テレサ アンナ ヘレナ 3つごの だいぼうけん：クリストファー・コロンブス たなのうえの なかまたち：ゴシゴシピカピカ | 2001年2月5日   |
| 47 | ミスターメン＆リトルミス：こまったちゃんとまほうのペンキ どうぶつたちのおはなし：たのしさ2ばい! きょうりゅうかぞく（Dinosaur Tim） フランクリン：フランクリンの かだん 動物園通り64番地：ジョーイの キャンプりょこうのおはなし テレサ アンナ ヘレナ 3つごの だいぼうけん：クロマニョン人 たなのうえの なかまたち：ガンパおはなしをよむ | 2001年2月6日   |
| 48 | ミスターメン＆リトルミス：いそげ せっかちくん あきがくるぞ どうぶつたちのおはなし：ロバはみんなのにんきもの（Des the Donkey） フランクリン：フランクリン いえでをする 動物園通り64番地：カメレオンの キャスパーのおはなし テレサ アンナ ヘレナ 3つごの だいぼうけん：オオカミと７匹の子ヤギ たなのうえの なかまたち：おえかきしましょ | 2001年2月7日   |
| 49 | ミスターメン＆リトルミス：キラリちゃんのゆうかいさわぎ どうぶつたちのおはなし：サイのきげんがわるいわけ（Ross the Rhinoceros） フランクリン：フランクリンの ゆううつな一日 動物園通り64番地：クマのボリスのおはなし テレサ アンナ ヘレナ 3つごの だいぼうけん：ソロモン王の秘宝 たなのうえの なかまたち：そとであそぼう! | 2001年2月8日   |
| 50 | ミスターメン＆リトルミス：クリーンちゃんのしみぬき どうぶつたちのおはなし：コアラがつくったおしゃれなバッグ（Carla the Koala） フランクリン：フランクリン いまなんじ？ 動物園通り64番地：オウムのペチューラのおはなし テレサ アンナ ヘレナ 3つごの だいぼうけん：マヤパン・マン たなのうえの なかまたち：ウォーフルとまほうのつえ | 2001年2月9日   |
| 51 | ミスターメン＆リトルミス：げんきくんのひみつのぼうし どうぶつたちのおはなし：はらへりヘラジカ（Melvin the Moose） フランクリン：フランクリンの テスト ビクターとマリア：ROLLER SKATES ローラースケート 動物園通り64番地：レジナルドの ながいおひるねのおはなし テレサ アンナ ヘレナ 3つごの だいぼうけん：マルコ・ポーロ たなのうえの なかまたち：おいてきぼりはいやだよ～                                                                                        | 2001年2月12日  |
| 52 | ミスターメン＆リトルミス：ケチケチくん さいこうのプレゼントをもらう どうぶつたちのおはなし：ハトのなまえがなぜドードー？（Dodo the Pigeon） フランクリン：フランクリンと 子ガモ ビクターとマリア：THE LiFT エレベーター 動物園通り64番地：よあけのコーラスのおはなし テレサ アンナ ヘレナ 3つごの だいぼうけん：フランケンシュタイン たなのうえの なかまたち：ジャムはこりごり                                                                                    | 2001年2月13日  |
| 53 | 消防士サム：ゆびわがない! ビクターとマリア：THE CHERRY CAKE チェリーケーキ/VICTOR'S BIRTHDAY ビクターのたんじょうび 動物園通り64番地：ハイエナのかぞくりょこうのおはなし テレサ アンナ ヘレナ 3つごの だいぼうけん：海底二万里 たなのうえの なかまたち：どうぶつをみよう! | 2001年2月14日  |
| 54 | 消防士サム：おわりよければすべてよし ビクターとマリア：THE SNOW ゆき/TENNIS テニス 動物園通り64番地：アナコンダのアニーのおはなし テレサ アンナ ヘレナ 3つごの だいぼうけん：サンタクロース たなのうえの なかまたち：うきうきバレンタイン | 2001年2月15日  |
| 55 | 消防士サム：ブラスバンド ビクターとマリア：THE GARDEN SHED にわのおきもの/THE ECHO こだま 動物園通り64番地：ジョージーナの バンブル・ベリー・スープのおはなし テレサ アンナ ヘレナ 3つごの だいぼうけん：ホワイト・ファング たなのうえの なかまたち：おばけがでたぞー! | 2001年2月16日  |
| 56 | 消防士サム：きりの中にまよって ビクターとマリア：THE TOP HAT やまたかぼう/TRAINING THE DOG いぬのくんれん 動物園通り64番地：イトコのチャクルのおはなし テレサ アンナ ヘレナ 3つごの だいぼうけん：インドのキム たなのうえの なかまたち：たまごをさがせ! | 2001年2月19日  |
| 57 | 消防士サム：ロボットのベントリー ビクターとマリア：THE UMBRELLA かさ/YO-YO'S ヨーヨー 動物園通り64番地：フラミンゴの イザベルのおはなし テレサ アンナ ヘレナ 3つごの だいぼうけん：モーツァルト たなのうえの なかまたち：ガンパのはこぶね | 2001年2月20日  |
| 58 | 消防士サム：ベラ ききいっぱつ コロちゃんと おべんきょう：コロちゃんの アルファベット 動物園通り64番地：ツチブタのアランのおはなし テレサ アンナ ヘレナ 3つごの だいぼうけん：トム・ソーヤ たなのうえの なかまたち：おかねはこわいよー! | 2001年2月21日  |
| 59 | 消防士サム：おおいなる いさん!? コロちゃんと おべんきょう：コロちゃんの 1ねんかん 動物園通り64番地：ビッグなおきゃくさまのおはなし テレサ アンナ ヘレナ 3つごの だいぼうけん：クリスタル・バラライカ たなのうえの なかまたち：おやのおやはオヤオヤ？ | 2001年2月22日  |
| 60 | 消防士サム：いしきりばでのさいなん コロちゃんと おべんきょう：コロちゃんの 123 動物園通り64番地：メラニーのバースデー・プレゼント テレサ アンナ ヘレナ 3つごの だいぼうけん：宇宙旅行 たなのうえの なかまたち：テントをはろう! | 2001年2月23日  |
| 61 | 消防士サム：サムおじさんの大ピンチ コロちゃんと おべんきょう：コロちゃんと とけい 動物園通り64番地：モッシー・ベイの ツノメドリのおはなし テレサ アンナ ヘレナ 3つごの だいぼうけん：モビー・ディック たなのうえの なかまたち：おしろのおおさま | 2001年2月26日  |
| 62 | 消防士サム：バザーの準備はたいへん コロちゃんと おべんきょう：コロちゃんの はんたいことば 動物園通り64番地：ワニのビクターのおはなし テレサ アンナ ヘレナ 3つごの だいぼうけん：サーカス たなのうえの なかまたち：ハラハラ! レーシングカー | 2001年2月27日  |
| 63 | 消防士サム：熱気球で大冒険 コロちゃんと おべんきょう：コロちゃんのことばなあに？ 動物園通り64番地：ロナルドとロージーのおはなし テレサ アンナ ヘレナ 3つごの だいぼうけん：アフリカ たなのうえの なかまたち：リトルマットのほし | 2001年2月28日  |
| 64 | 消防士サム：スティール署長の退職騒動 コロちゃんと おべんきょう：コロちゃんのどんないろ？ 動物園通り64番地：ナタリーの あたらしいりんじんのおはなし テレサ アンナ ヘレナ 3つごの だいぼうけん：オペラ座の怪人 たなのうえの なかまたち：すってんころりん うんどうかい | 2001年3月1日   |
| 65 | 消防士サム：お料理ロボット誕生 コロちゃんと おべんきょう：コロちゃんの どんなかたち？ 動物園通り64番地：コウノトリのシーマスのおはなし テレサ アンナ ヘレナ 3つごの だいぼうけん：80日間世界一周 たなのうえの なかまたち：さよならガンパ | 2001年3月2日   |

## スタッフ
- プロデューサー - 松野下真司(BS朝日)、石渡晶一郎
- アシスタントプロデューサー - 岡伸彦
- ディレクター - 真喜屋力
- 総合演出 - 山本実(トライコムアーツ)
- 制作協力? - プロセン・スタジオ[4]
- 制作 - BS朝日、トライコムアーツ